# Tammy Liley
Tammy Liley, née le 6 mars 1965 à Long Beach, est une joueuse de volley-ball américaine.

## Carrière
Tammy Liley participe aux Jeux olympiques de 1992 à Barcelone et remporte la médaille de bronze avec l'équipe américaine composée de Paula Weishoff, Yoko Zetterlund, Elaina Oden, Kimberley Oden, Teee Sanders, Caren Kemner, Ruth Lawanson, Liane Sato, Janet Cobbs, Tara Cross-Battle et Lori Endicott.